# Csaba (principe)

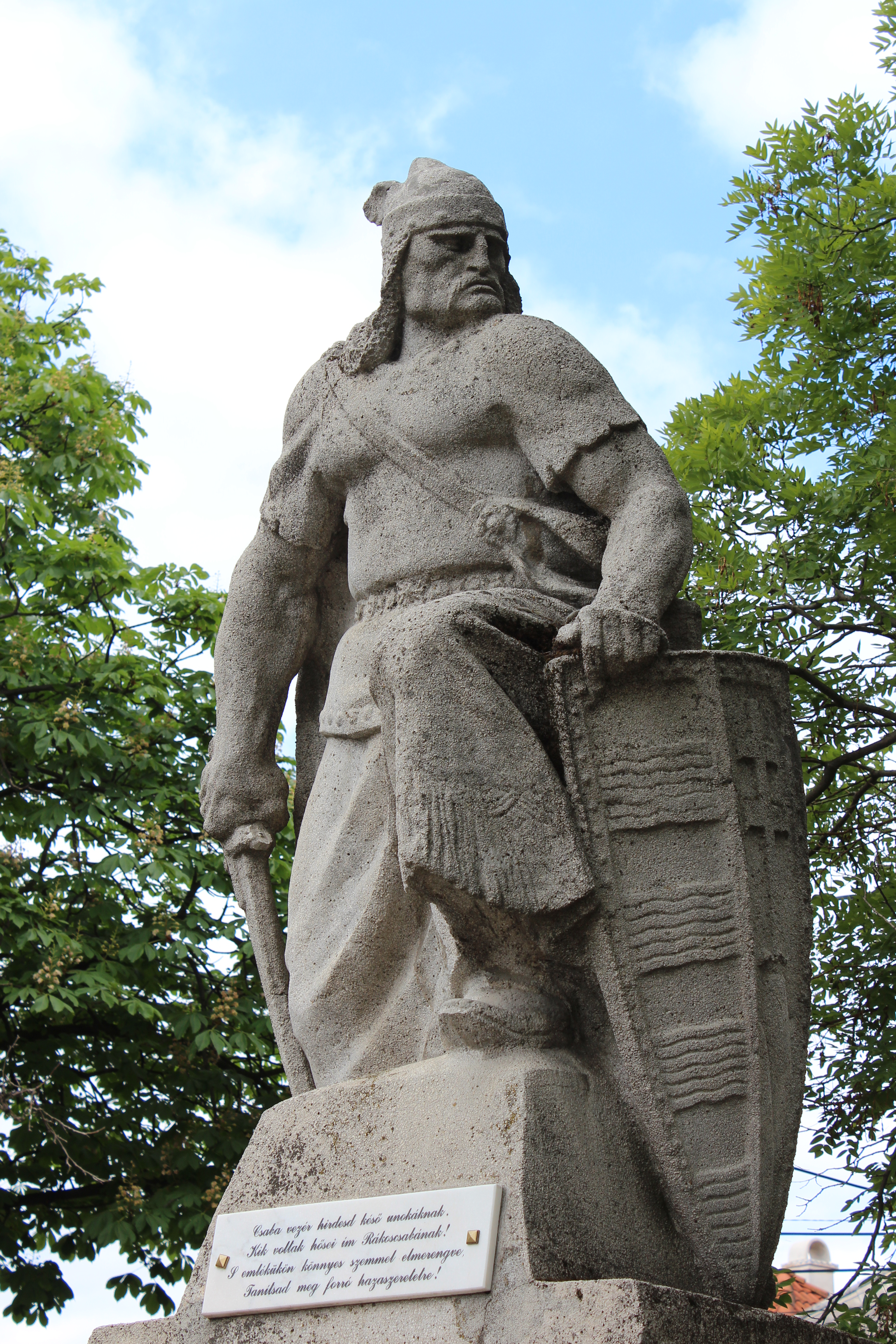
Statua del Principe Csaba a Rákoscsaba, Budapest

Nella mitologia ungherese, Csaba (...-...) è stato un principe e condottiero Unno, figlio più giovane di Attila.

## Storia
Il Principe Csaba è stato un guerriero fiero e abile che guidò gli Unni alla vittoria in tutte le battaglie che incontrarono nel corso dei secoli.
Ma dopo la sua morte, gli Unni non avevano nessuno che prendesse il suo posto. Cogliendo questa situazione, i nemici degli Unni lanciarono un assalto al regno degli Unni.     Mentre si incontravano sul campo di battaglia, i generali nemici derisero gli Unni, dicendo "e chi vi salverà ora che Csaba se n'è andato?" Ma non appena furono pronunciate quelle parole, un sentiero luminoso formato da stelle apparve nel cielo notturno e Csaba cavalcò alla testa di un esercito dai cieli. Csaba e il suo esercito hanno sbaragliato gli invasori Franchi e salvato gli Unni ancora una volta  e altre tre volte è tornato lungo la "Skyway of the Warriors" per difendere il suo popolo e, secondo alcune versioni della leggenda, è stato visto una volta più diversi secoli dopo condusse Árpád e gli ungheresi, fratello tribù degli Unni, sui Carpazi e nella terra che oggi è conosciuta come l'Ungheria.

## Etimologia
Di conseguenza, si dice che il significato del nome ungherese Csaba ("Un dono dal cielo" o "Un dono dei cieli") derivi da questa leggenda.